# Bockenemer Klärteiche
Die Bockenemer Klärteiche sind ein Naturschutzgebiet in der niedersächsischen Stadt Bockenem im Landkreis Hildesheim.
Das Naturschutzgebiet mit dem Kennzeichen NSG HA 061 ist 4,2 Hektar groß. Es liegt direkt westlich von Bockenem am Rande der Niederung der Nette und stellt ehemalige Absetzbecken einer Zuckerfabrik unter Schutz. Die ehemaligen Absetzbecken sind mit etwa drei Meter hohen Dämmen umgeben, die mit Büschen bewachsen sind. Die Becken selber weisen ausgedehnte Röhrichtflächen aus. Sie sind überwiegend von intensiv genutzten landwirtschaftlichen Nutzflächen umgeben.
Das Gebiet steht seit dem 30. Juni 1981 unter Naturschutz. Zuständige untere Naturschutzbehörde ist der Landkreis Hildesheim.